# Joanne Ernst
Joanne Ernst (* 1958/1959 in Calgary) ist eine ehemalige US-amerikanische Triathletin und Siegerin des Ironman Hawaii (1985).

## Werdegang
1985 gewann Joanne Ernst den Ironman Hawaii (Ironman World Championships) bei dessen letzter Austragung als reine Amateur-Veranstaltung ohne Preisgeld in Abwesenheit von Sylvianne und Patricia Puntous, Julie Olson (den Top 3 des Vorjahres) sowie weiteren Topathleten, die alle zwei Wochen zuvor beim Triathlon Longue Distance de Nice gestartet waren.
Im darauf folgenden Jahr lief sie im Oktober 1986 als vierte Frau ins Ziel, wurde aber nach der nachträglichen Disqualifikation von Patricia Puntous als Dritte geehrt.
Joanne Ernst ist seit 1980 mit dem Managementexperten Jim Collins verheiratet, den sie im Frühjahr desselben Jahres bei einer Laufveranstaltung über acht Meilen kennen gelernt hatte. Ernst und Collins waren zu diesem Zeitpunkt beide Studenten an der Stanford University. Ernst und Collins nahmen beide weiter regelmäßig an Marathonläufen und Triathlonwettkämpfen teil. Nachdem es ihr bei einem gut besetzten Wettkampf trotz schlechter Schwimmleistung gelang, sich in den Top Ten zu platzieren, konfrontierte Ernst ihren Mann gemäß dessen Aussagen in einem seiner Bücher einige Wochen später mit der Aussage, dass sie glauben würde, den Ironman Hawaii gewinnen zu können. Beide verließen daraufhin die Universität, um Ernst eine Karriere als eine der ersten Profi-Triathletinnen zu ermöglichen. Collins kündigte seine Anstellung bei Hewlett-Packard und fungierte als Manager von Ernst, organisierte Sponsoringverträge u. a. mit Nike und Budweiser.
Ernst war später als Trainer an der Fairview High School in Boulder (Colorado) tätig. Nach der Diagnose von Brustkrebs im Herbst 2002 und einer Operation im Frühjahr 2003 beendete sie die Tätigkeit zum Ende der Saison 2003. Im Frühjahr 2004 folgte eine weitere präventive Operation.

## Sportliche Erfolge
| Datum/Jahr    | Rang | Wettbewerb                      | Austragungsort | Zeit     | Bemerkung |
| ------------- | ---- | ------------------------------- | -------------- | -------- | --- |
| 4. Okt. 1986  | 3    | Ironman Hawaii                  | Hawaii         | 10:00:07 | |
| 15. Juni 1986 | 1    | Bud Light U.S. Triathlon Series | Dana Point     | 02:05:28 | vor Carolyn Heins und Paula Newby-Fraser |
| 26. Okt. 1985 | 1    | Ironman Hawaii                  | Hawaii         | 10:25:22 | Mit nur 1:33 Minuten vor der zweitplatzierten Elizabeth Bulman zählt dieser Sieg bis heute zu einer der knappsten Entscheidungen auf Hawaii. |
| 6. Okt. 1984  | 4    | Ironman Hawaii                  | Hawaii         | 10:40:33 | |